# Gary Low
Gary Low, pseudonimo di Luis Romano Peris Belmonte (Roma, 7 giugno 1954), è un cantante e compositore italiano, tra i pionieri del genere italo disco all'inizio degli anni ottanta del XX secolo.

## Biografia
Luis Romano Peris Belmonte è nato a Roma nel 1954 da genitori spagnoli provenienti dalla Catalogna; il padre, musicista a sua volta, era uso effettuare numerose tournée all'estero e in una di queste, in Sudafrica, il giovane Luis Romano si mise in luce come cantante ad appena sei anni.
Trascorse l'infanzia tra la capitale italiana e Barcellona, nel distretto di Sarrià, dove i suoi genitori possedevano un'abitazione.
Nel 1982 entrò in contatto con i produttori e autori Pierluigi Giombini e Paolo "Paul" Micioni (quest'ultimo dei Traks, con cui Low collaborò) i quali stavano allestendo una scuderia di performer cui fare interpretare le loro prime produzioni italo disco: insieme a Gary Low figuravano Gazebo (Paul Mazzolini) e Ryan Paris (Fabio Roscioli) cui furono affidate rispettivamente Masterpiece e Dolce Vita; a portare al successo Gary Low fu invece You Are A Danger, al pari alle citate tra le più significative di tale filone musicale.
Di You Are A Danger fu realizzata anche una versione più marcatamente dance di 12" che il 26 marzo 1983 entrò sul mercato statunitense direttamente al numero 72 della classifica Dance / Disco Top 80 di Billboard.
Sulla scorta di quel successo Gary Low incise nel 1983 per CAT Record il suo primo LP, Go On, da cui furono tratti in quello stesso anno tre singoli, Forever, Tonight And All My Life e I Want You; nel 1984 fu la volta di un remake, La colegiala, originariamente eseguita da Rodolfo y su Tipica; tale incisione ebbe un vasto successo internazionale, tanto da conquistare il disco di platino in Giappone e Messico.
A dispetto dei riconoscimenti di vendita ottenuti, tuttavia, Gary Low scoprì a metà decennio che, al pari di altri artisti di quel periodo come il citato Gazebo, Den Harrow o Sabrina Salerno, il contratto discografico firmato gli garantiva scarsissimi o nulli guadagni; decise quindi di far causa a CAT Record per recuperare parte dei guadagni sulle vendite dei dischi.
Durante la causa gli fu proibito dal tribunale di legarsi ad altre etichette e per mantenersi aprì una palestra.
Pur vincendo la causa non riuscì mai a rientrare dei mancati guadagni perché l'etichetta fallì, e lo stesso successe con Hispavox, suo distributore in Spagna.
Dopo un'operazione di tumore nel 1990 di fatto interruppe l'attività artistica per continuare a tempo pieno nella propria impresa ginnica, nel frattempo espansa con l'apertura di altre palestre.
Nel 2015 tornò a proporre una sua produzione originale, Bailame así, singolo da lui interpretato insieme a Gazebo; a seguire, tra il 2016 e il 2017, altre produzioni distribuite su piattaforma digitale, No te aguanto más, Bombon, I Like It e Get Up.

## Discografia

### Album
- 1983 - Go On (CAT Record)
- 1984 - La colegiala (Music Hall)
- 1984 - Gary Low's Summer (Cat Record)
- 1984 - Rien ne va plus (Hispavox)

### Raccolte
- 1984 - Grandes Éxitos (Hispavox)
- 1993 - The Best Of (Unidisc)
- 1995 - The Best of Gary Low - I Want You ?(CD, Hot Productions)

### Singoli
- 1982 - You Are A Danger (Il Discotto)
- 1983 - Forever, Tonight and All My Life (CAT Record)
- 1983 - I Want You (CAT Record)
- 1983 - I Want You / Guapparia - Reginella (7", CAT Record / Lupus) con Franco Califano
- 1983 - Mi querido amor (Hispavox)
- 1984 - La colegiala (Concorde)
- 1984 - La colegiala / Dancing in the Dark (12", Power Records) con Mike Mareen
- 1984 - Where I Am (7", Hispavox)
- 1984 - Where I Am / Play the Game (12", CAT Record)
- 1985 - Non-Stop Searching / Play the Game (Savoir Faire Records)
- 1985 - How Much (Hispavox)
- 1985 - Niña / Don't Shout (Hispavox)
- 1986 - I Wanna Be With You (Hispavox)
- 1986 - How Much (12", Savoir Faire Records)
- 1986 - I Wanna Be With You (12", Hispavox)
- 1990 - Give Me A Friend (12", Golden Sound)
- 1991 - Dear Enemy (12", Golden Sound)
- 1992 - You Are A Danger / Under The Ice (12", 12 Inch Stars) con Topo & Roby
- 1993 - La colegiala / I Want You / You Are A Danger (Unidisc)
- 1993 - I Want You / You Are A Danger (12", Hot Classics)
- 1999 - You Are A Danger / You Never Dance With Me (CD, ZYX Music) con Avantgarde
- 2015 - Bailame así con Gazebo
- 2016 - No te aguanto más
- 2016 - Bombon
- 2016 - I Like It
- 2017 - Get Up